# Eréndira Ibarra
Eréndira Ibarra Klor (Cidade do México, 25 de setembro de 1985) é uma atriz mexicana.

## Filmografia
| Ano  | Título                          | Papel                   |
| ---- | ------------------------------- | ----------------------- |
| 2006 | Sexo, amor y otras perversiones | Virgen María            |
| 2008 | Deseo prohibido                 | Rebeca Santos           |
| 2008 | Capadocia                       | Sofía López             |
| 2010 | Las Aparicio                    | Mariana Almada          |
| 2011 | Bienvenida realidad             | Mr. Kristein            |
| 2011 | El octavo mandamiento           | Casilda Barreiro        |
| 2011 | El Diez                         | Ximena Calleja          |
| 2012 | Infames                         | Casilda Barreiro        |
| 2014 | Camelia la Texana               | Alison Bailow de Varela |
| 2015 | Señorita Pólvora                | Tatiana Hucke           |
| 2015 | Sense8                          | Daniela Velasquez       |
| 2018 | Ingobernable                    | Anna Vargas-West        |
| 2019 | Sitiados                        | Inés                    |
| 2021 | Matrix Resurrections            | Lexi                    |